# Cirrus (wolken)
Cirrus, windveren of vederwolken zijn een type wolken (wolkengeslacht) die op een hoogte van 6 tot 12 kilometer voorkomen. Ze bestaan volledig uit ijskristallen. In weerberichten is de afkorting Ci en het symbool op weerkaarten is: .
Deze hoge wolken lijken heel langzaam te bewegen of zelfs stil te staan, maar door de grote hoogte geeft dat een vertekend beeld: in werkelijkheid gaan ze snel, soms ruim 100 km/uur. Weerkundigen noemen ze sluierwolken, die het licht van de zon nog doorlaten. Deze wolken, die vaak te zien zijn als het (nog) mooi weer is, hebben een draderige structuur en kunnen zich ook rangschikken in kleinere of grotere plukken of smalle banden. Vandaar dat men wolken, die in de meteorologie Latijnse namen hebben gekregen, niet alleen indeelt naar geslacht, zoals cirrus, maar ook in soorten en variëteiten.
De cirruswolken zijn een geslacht uit de familie van hoge wolken en kunnen worden verdeeld in 5 wolkensoorten:
- Cirrus fibratus (Ci fib) (vezelachtig, draderig)
- Cirrus uncinus (Ci unc) (vergelijkbaar met een langgerekte komma)
- Cirrus spissatus (Ci spi) (een dichtere wolk)
- Cirrus castellanus (Ci cas) (torentjes)
- Cirrus floccus (Ci flo) (wattenvlokjes)

De soorten zijn weer opgedeeld in variaties die soms aan de benaming wordt toegevoegd.

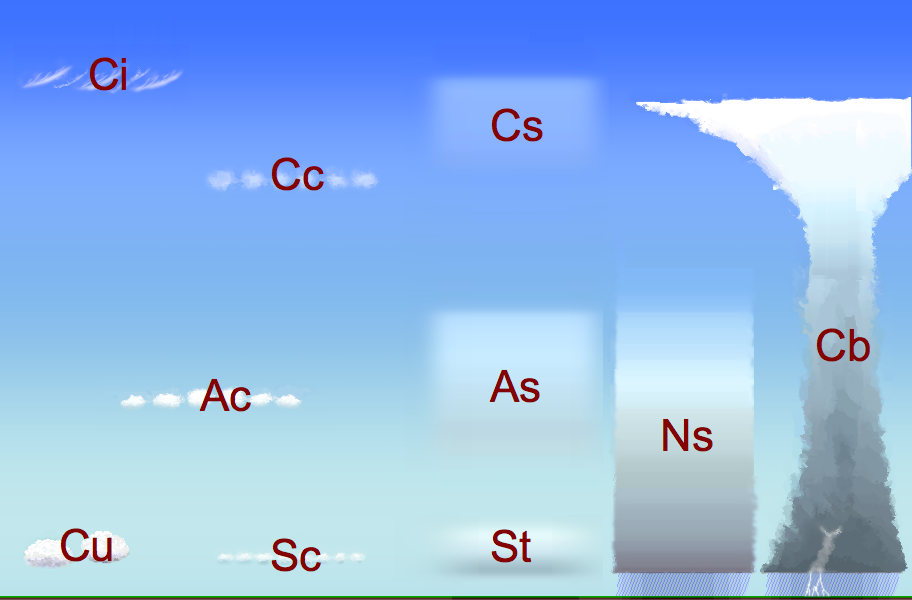

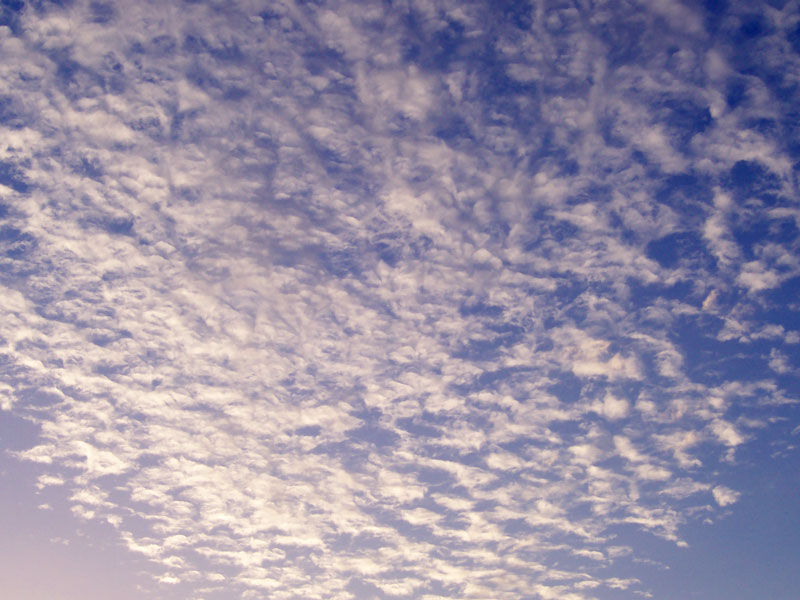
Cirrus fibratus
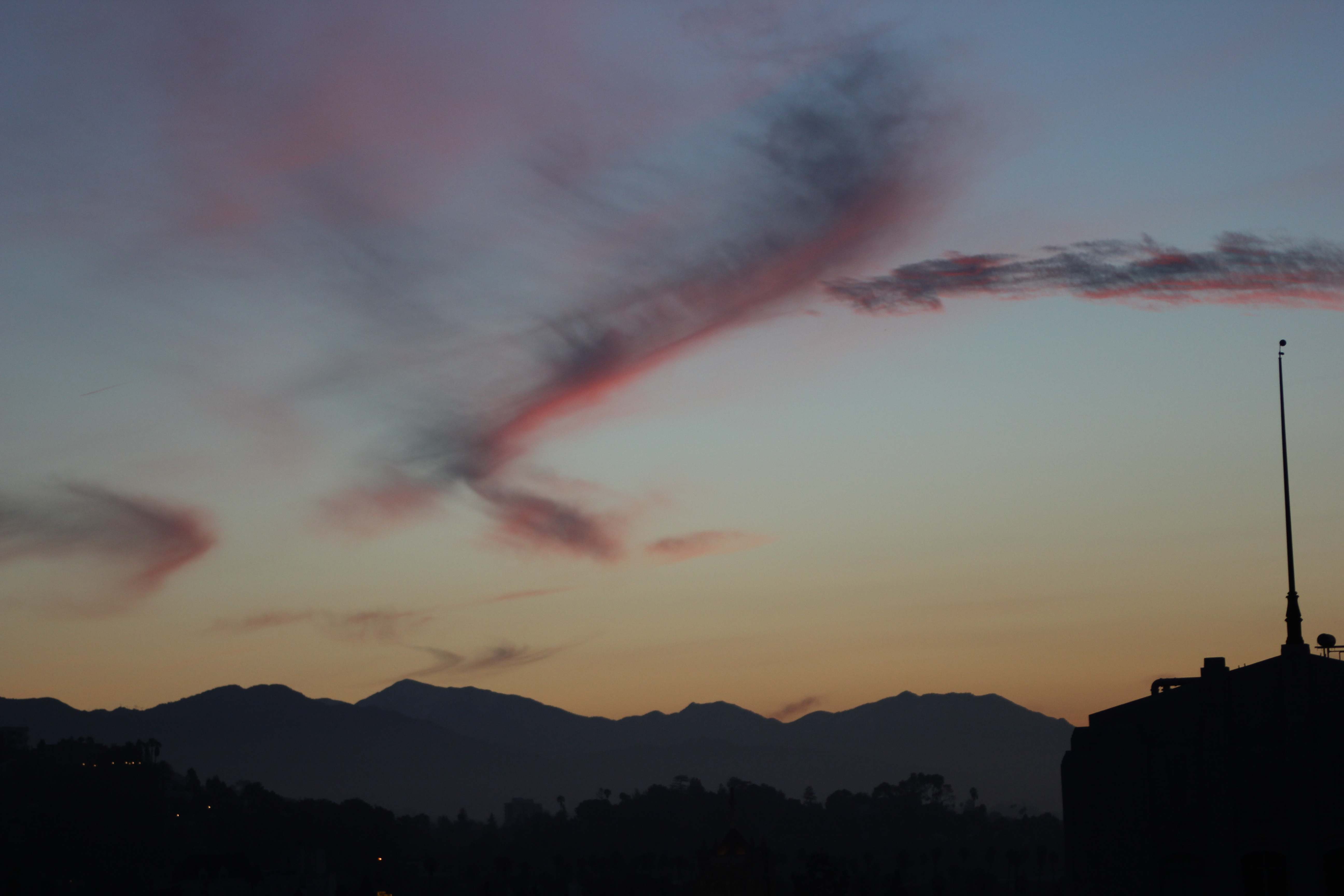
Cirrus uncinus
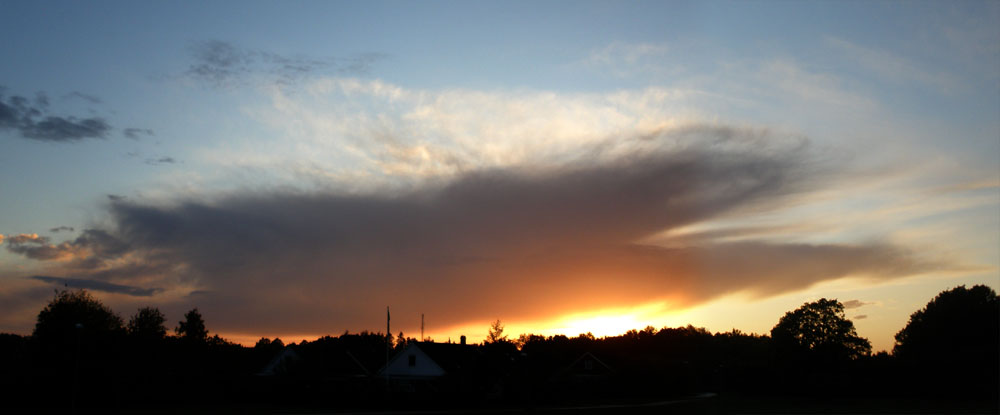
Cirrus spissatus
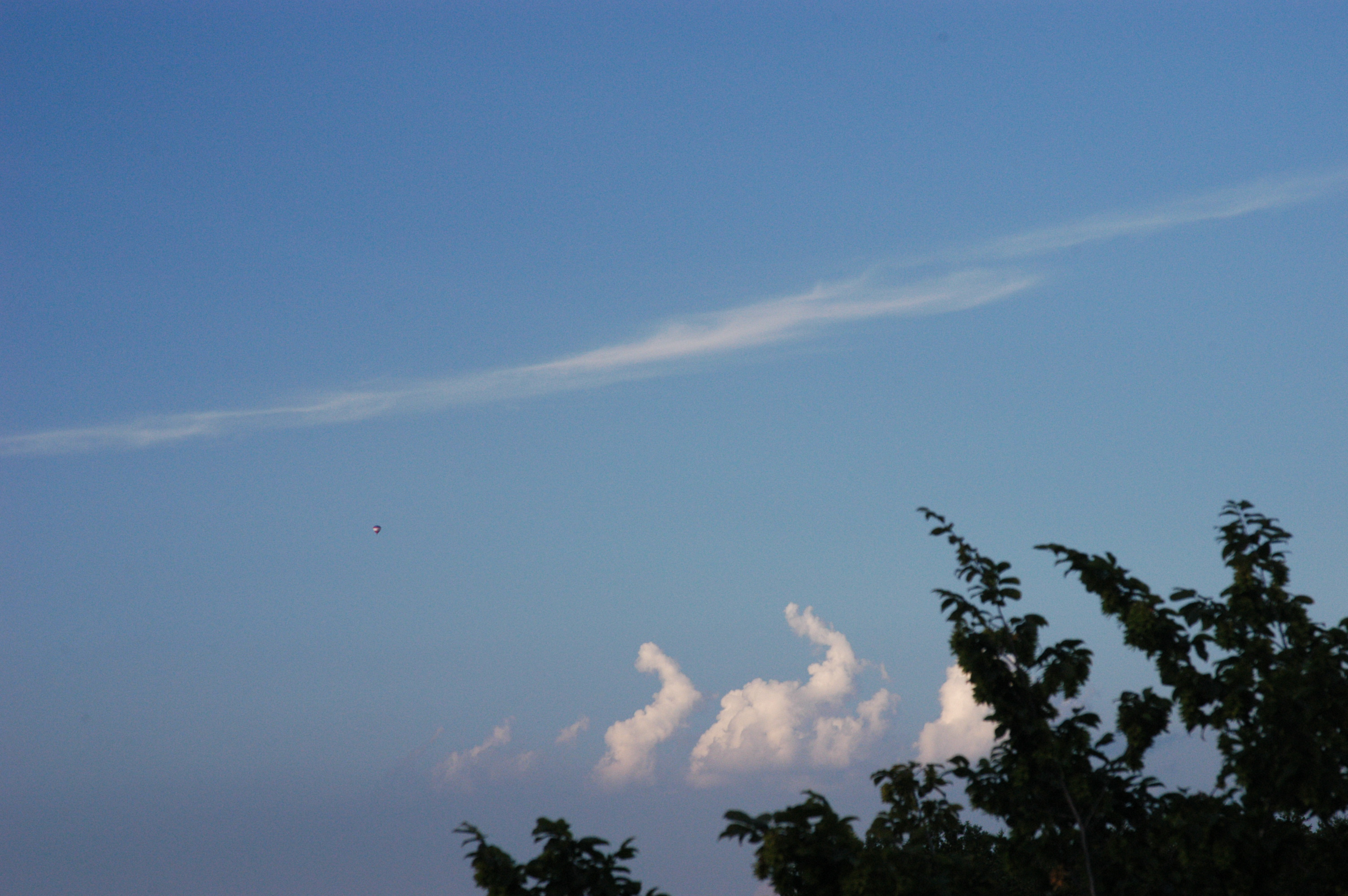
Cirrus castellanus en stratocumulus castellanus
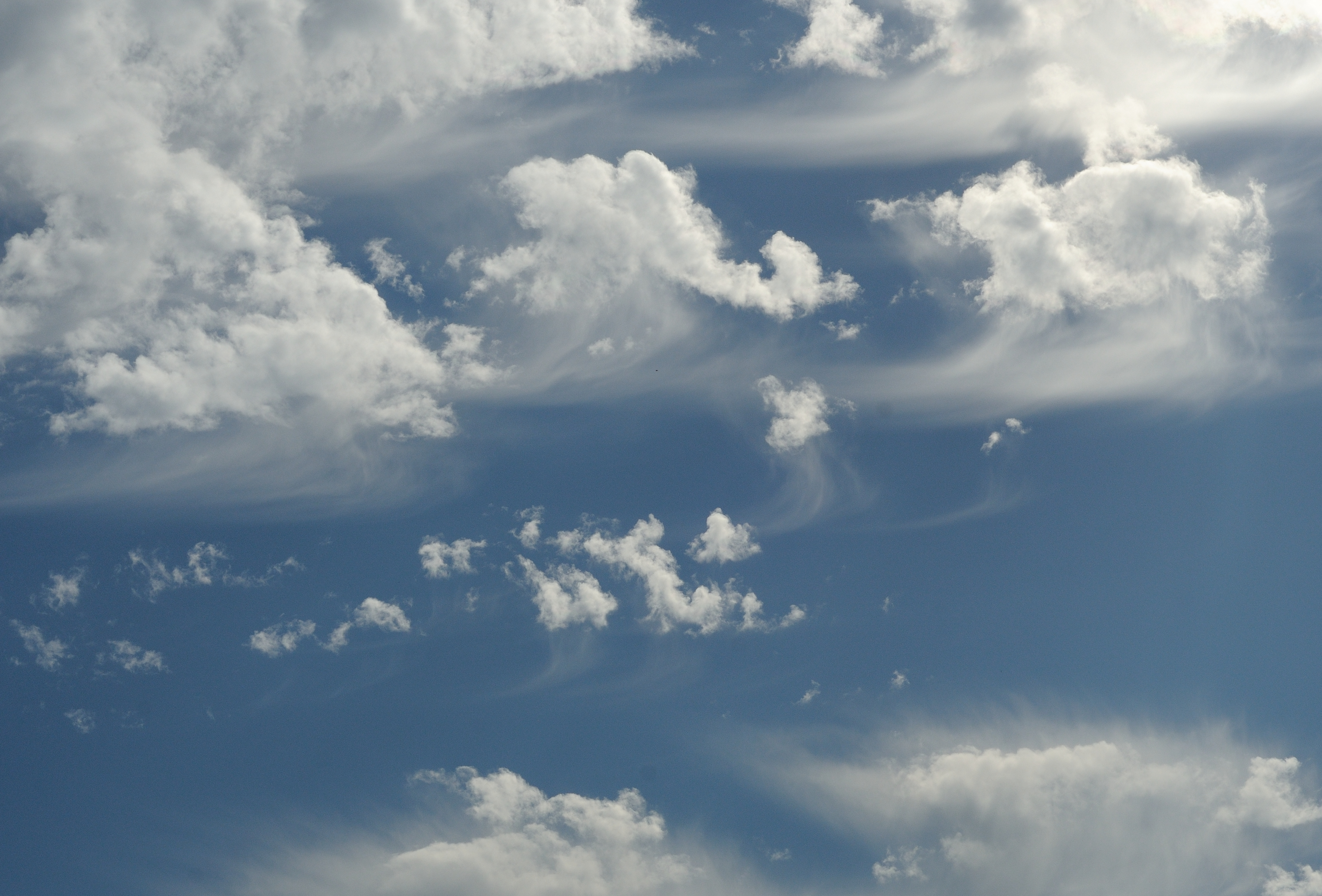
Cirrus floccus met virga
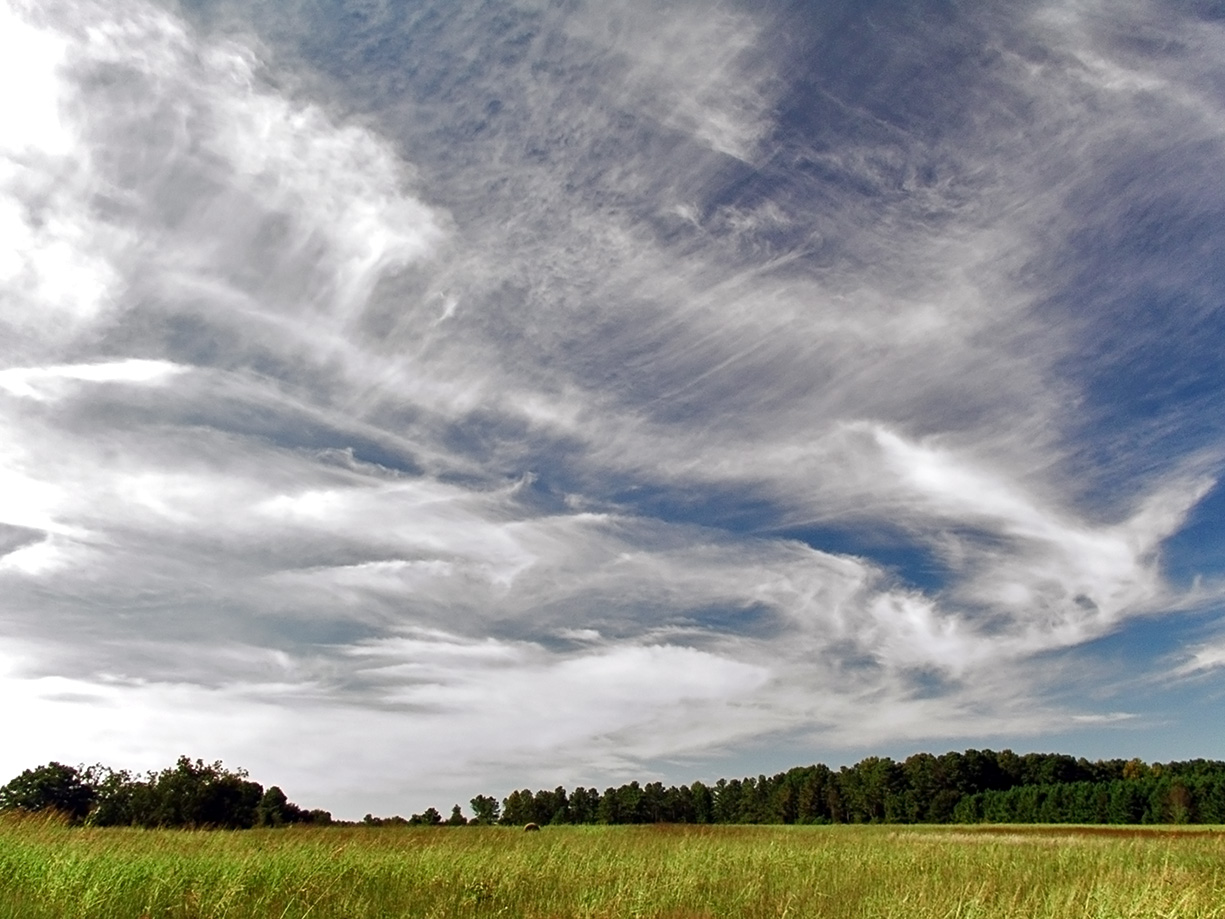
Verschillende cirrussen

In cirruswolken is vaak een gekleurde ring rond de zon te zien, een zogenaamde halo, die soms lijkt op een "regenboog". In tegenstelling tot de regenboog ontstaat dit kleurrijke verschijnsel niet door breking en weerkaatsing van het zonlicht in regendruppels maar in ijskristalletjes. Het langzaam verdwijnen van zon of maan of de gekleurde kring is vaak een voorbode van slechter weer, vooral als ze uit het westen komen en snel dichter worden. Eeuwen geleden is dat al verwoord in weerspreuken. Zoals:
- Een waterige zon of bleke maan kondigt meestal regen aan.
- Kruipt de zon in haar nest dan regent 't de volgende dag op zijn best.
- Kring om de zon brengt regen in de ton.

Die spreuken vertellen meestal de waarheid: in ongeveer 80% van de gevallen regent het binnen 24 uur na het zien van een ring om de zon. In het voorjaar en als de cirrus uit het oosten komt opzetten gaat de regel vaak niet op en wordt het beter weer.
Een cirruswolk kan ook een zogenaamde parhelium (bijzon) veroorzaken.